# Asfrid
Asfrid är ett fornnordiskt kvinnonamn från vikingatiden i Skandinavien. 

## Etymologi
Namnet Asfrid kommer av fornnordiska Ásfríðr, och är ett så kallat variationsnamn. Variationsnamn består av två namnleder, i detta fall As- och -frid. Förleden As- betyder "gud, asagud" och efterleden -frid ("vacker, älskad").

## Historiska källor
Kvinnor vid namn Asfrid omnämns i flera runinskrifter. Från Hedeby omnämns i Danmarks runeindskrifter 4 en Asfrid Odinkars dotter. Även i Sverige talas om en Asfrid på den numera försvunna runstenen Upplands runinskrifter 1074.

## Popularitet
Namnet är mycket sällsynt nuförtiden och redan under medeltiden. Den 31 december 2022 fanns det 3 kvinnor som bar namnet, varav ingen som tilltalsnamn. I Norge finns motsvarande namn som Åsfrid.

## Personer med namnet Asfrid/Åsfrid
- Åsfrid Svensen, norsk professor i nordisk litteratur